# Enquanto Há Força
Enquanto Há Força é um álbum, da autoria de José Afonso, editado em 1978.

## Alinhamento
- Enquanto Há Força
- Tinha uma Sala Mal Iluminada
- Um Homem Novo Veio da Mata
- Ali Está o Rio
- Arcebispíada
- Barracas Ocupação
- Eu, o Povo
- A Acupunctura em Odemira
- Viva o Poder Popular[1]